# فيليكس أراوغو
فيليكس أراوغو (بالإسبانية: Félix Araujo)‏ هو لاعب كرة قدم مكسيكي، ولد في 10 فبراير 1983 في غوادالاخارا في المكسيك. لعب مع نادي تشياباس ونادي تولوكا ونادي جامعة غوادالاخارا ونادي سان لويس.

## وصلات خارجية
- فيليكس أراوغو على موقع قاعدة بيانات كرة القدم.إي يو (الإنجليزية)
- فيليكس أراوغو على موقع Soccerway.com (الإنجليزية)
- فيليكس أراوغو على موقع عالم كرة القدم.نت (الإنجليزية)
- فيليكس أراوغو على موقع AS.com (الإسبانية)